# Kondensationsreaktion
Vid en kondensationsreaktion kopplas två eller ibland flera molekyler ihop samtidigt som en liten partikel, i organiska reaktioner oftast en vattenmolekyl, avlägsnas från de reagerande partiklarna. En vanlig kondensationsreaktion är esterbildningen, där en alkohol och en karboxylsyra reagerar och bildar en ester samtidigt som man får vatten som biprodukt.
Kondensationsreaktioner förekommer även i samband med polymerisation, då de vanligen kallas polykondensation.

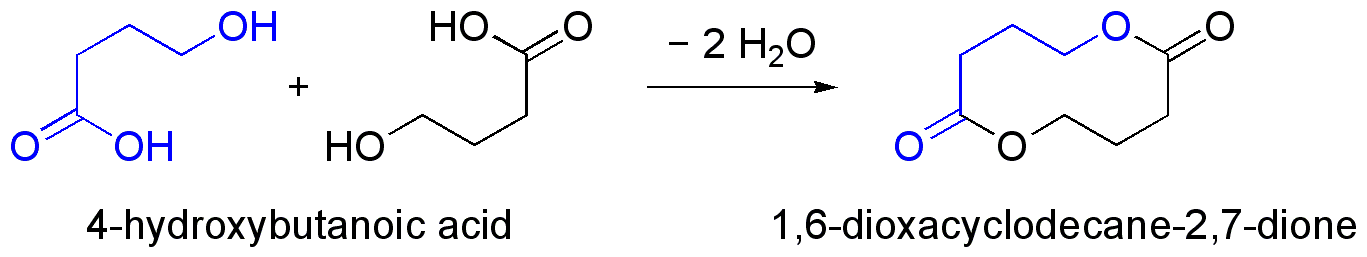
Kondensation av två γ-hydroxismörsyra, varvid två vatten lämnar.